# Operación Kilshon
La Operación Kilshon (en hebreo: מבצע קילשון‎, transliteración: Mivtzá Kilshon) fue una operación militar efectuada por las fuerzas de la Haganá y el Irgún, entre el 13 y el 18 de mayo de 1948. El objetivo era capturar los suburbios de Jerusalén, especialmente el barrio de Talbiya, en el centro de la ciudad.

## La operación

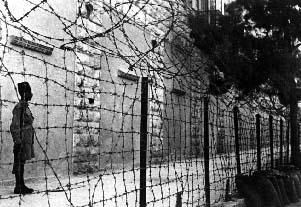
Bevingrado. Centro de la zona de seguridad británica en Jerusalén.

En la medianoche del viernes 14 de mayo, los británicos declararon el fin de su autoridad civil y militar en Jerusalén. Por la mañana, evacuaron la ciudad en dos convoyes grandes, uno que se dirigió al norte de la ciudad, a Haifa; y el otro al sur, a Belén. Los sionistas lograron obtener un horario de su retirada de antemano, con la complicidad británica, y lograron lanzar a partir de entonces la operación casi inmediatamente.

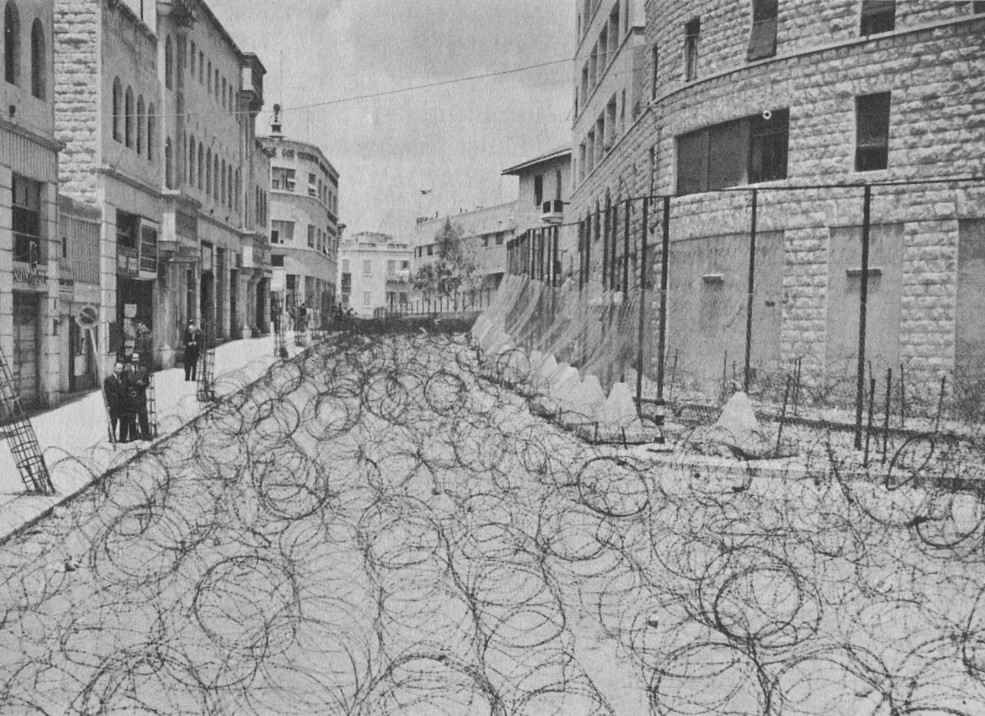
La calle Princess Mary en Jerusalén (1948) bloqueada por alambre de púas, fue apodada "Bevingrado". El edificio de la derecha es el Edificio Generali, donde vivía el intendente británico.

Las fuerzas de Yishuv rápidamente lograron tomar el control de los edificios que los británicos habían denominado Bevingrado. Este lugar era una zona de seguridad fuertemente fortificada que los británicos habían establecidos alrededor de instalaciones clave de la ciudad para protegerlas de los ataques del Irgún. Entre 1946 y 1948, las zonas de seguridad con enormes rollos de alambre de púas llenaron las calles y los dientes de dragón, que bloqueaban la incursión de vehículos armados, comenzaron a aparecer en los alrededores de Jerusalén. Una de estas zonas, establecida en 1946, abarcaba el extremo este de la calle Jaffa, e incluía el Complejo Ruso, el Banco Anglo-Palestino, la Oficina Central de Correos y el Edificio Generali. Los jerosolimitanos apodaron a esa zona como «Bevingrado», un acrónimo del nombre del Secretario de Relaciones Exteriores británico Ernest Bevin, que había negado la entrada a Palestina a los sobrevivientes del Holocausto, y la ciudad rusa de Stalingrado, donde fortificaciones a gran escala habían sido construidas antes de la batalla de Stalingrado. En Bevingrado se encontraba principalmente la estación de radio, la central telefónica, el hospital gubernamental, los cuarteles, así como el hotel de Notre Dame que dominaba toda la ciudad.
El viernes 14 de mayo de 1948, las fuerzas del Irgún se dirigieron a Bevingrado por la calle Jaffa. El primer edificio que fue recapturado fue el Edificio Generali, ahora evacuado. Las fuerzas del Irgún izaron la bandera israelí sobre la estatua del león en el techo antes de pasar a tomar el control del Complejo Ruso y la Academia de Policía más al norte.
Las fuerzas árabes se mostraron incapaces de oponer alguna resistencia. Al norte, las fuerzas judías se apoderaron de Sheikh Jarrah, se dirigieron al Monte Scopus y los barrios de la colonia norteamericana. Al sur, aseguran la unión entre la colonia alemana, la colonia griega, Talpiot y Ramat Rajel vía la toma del cuartel Allenby. Una unidad del Palmaj retomó incluso contacto con el barrio judío de la Ciudad Antigua por medio de la Puerta de Sion.
Frente a esta situación, las tropas irregulares árabes no pudieron hacer nada y cedieron al pánico llamando «desesperadamente» a la Legión Árabe y anunciando la caída inminente de la ciudad. Ese llamado hizo que el rey Abdulá de Jordania se decidiera a intervenir en la guerra.
Una gran parte de lo que fue capturado iba a convertirse en la parte de Jerusalén controlada por Israel (Jerusalén Oeste), pero algunas de las batallas más sangrientas de la guerra de 1948 iban a continuar y la frontera de Jerusalén se volvería a dibujar muchas veces.